# Viersener Straße 135 (Mönchengladbach)

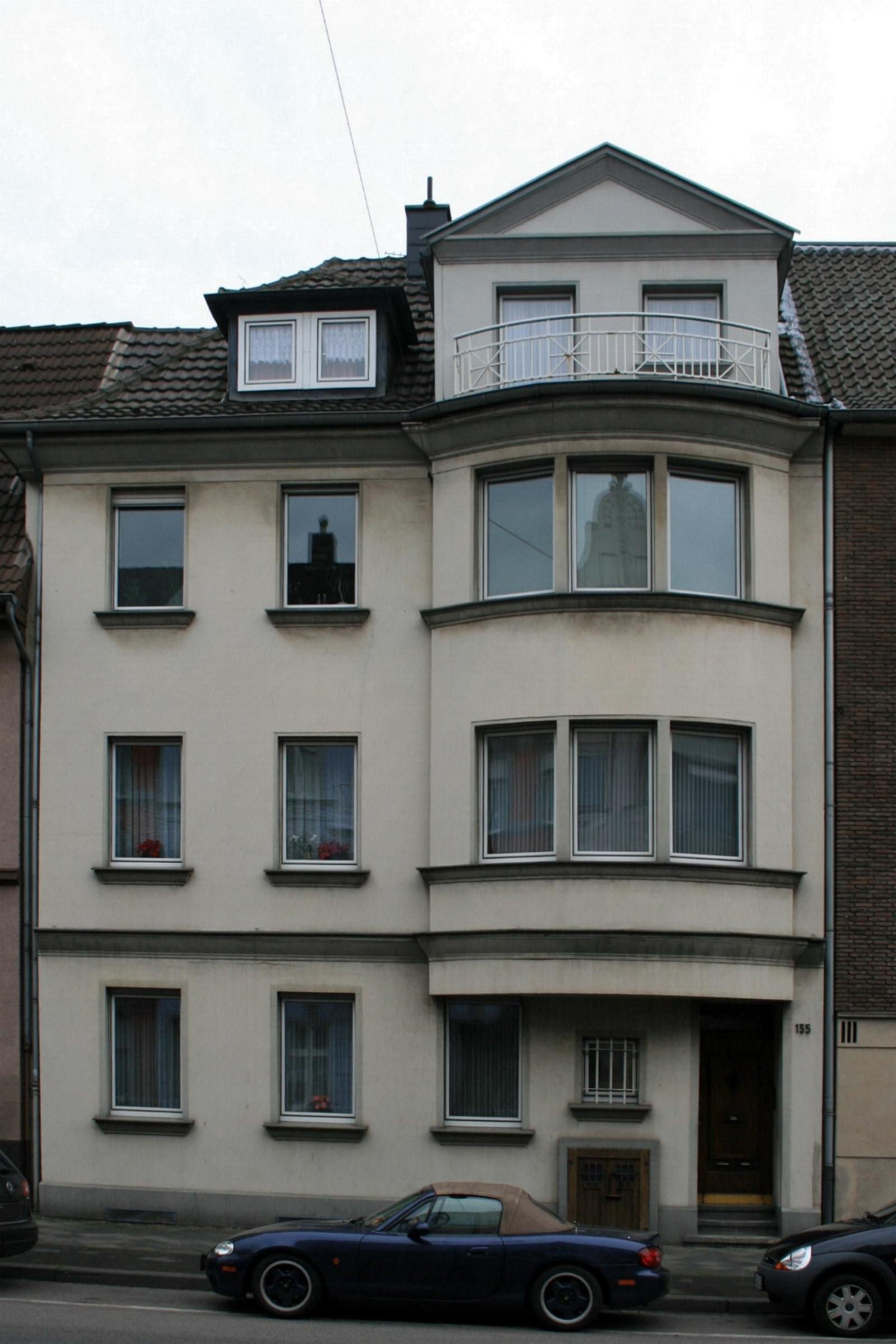
Wohnhaus (2010)

Das Wohnhaus Viersener Straße 135 steht in Mönchengladbach (Nordrhein-Westfalen) im Stadtteil Am Wasserturm.
Das Gebäude wurde 1927 erbaut und unter Nr. V 022 am 28. März 1995 in die Denkmalliste der Stadt Mönchengladbach eingetragen.

## Lage
Nördlich des Wasserturms auf dem stadtauswärts gerichteten Straßenabschnitt, der beidseitig eine annähernd geschlossene historische Zeilenbebauung aufweist. 

## Architektur
Es handelt sich um einen dreigeschossigen Putzbau mit ausgebautem Dachgeschoss. Asymmetrisch gegliedert durch Akzentuierung der Eingangsachse (rechts) mittels zweigeschossigem, flach vorgewölbtem Erker und einem übergiebelten Zwerchhaus mit Balkonaustritt. Ein einzelnes Stockwerk- und Sohlbankgesims als Horizontalbetonung. Die Fenster der linken Fassadenhälfte (Erdgeschoss drei, Obergeschoss je 2) in regelmäßiger Anordnung und gleichförmig rechteckiger Ausbildung; mit profilierten Sohlbänken dekoriert. Der die rechte Gebäudehälfte einnehmende Erker ist durch drei schmaler formulierte und durch Sohlbankgesims verbundene Hochrechteckfenster geöffnet. Neben dem Hauseingang links ein kleineres, vergittertes Fenster. Die Fläche des Satteldaches durchbricht eine zweifenstrige Gaube. Eine Unterschutzstellung des Gebäudes liegt daher aus städtebaulichen Gründen im öffentlichen Interesse.